# Kenneth Taylor
Kenneth Taylor (Alkmaar, Holanda Septentrional, 16 de mayo de 2002) es futbolista neerlandés que juega de centrocampista en el Ajax de Ámsterdam de la Eredivisie.

## Trayectoria
Taylor hizo su debut en la Eerste Divisie con el Jong Ajax el 15 de octubre de 2018 en un partido contra el Jong PSV como suplente ingresando en el minuto 70 sustituyendo a Jasper ter Heide.

## Selección nacional
El 22 de septiembre de 2022 hizo su debut con la selección de los Países Bajos en un partido de la Liga de Naciones de la UEFA 2022-23 ante Polonia que ganaron por cero a dos.

### Participaciones en Copas del Mundo
| Copa                           | Sede  | Resultado        | Partidos | Goles |
| ------------------------------ | ----- | ---------------- | -------- | ----- |
| Copa Mundial de Fútbol de 2022 | Catar | Cuartos de final | 1        | 0     |

## Estadísticas

### Clubes
Actualizado al último partido disputado el 16 de marzo de 2025.
| Club                             | Div.          | Temporada     | Liga  | Liga  | Liga   | Copas nacionales | Copas nacionales | Copas nacionales | Copas internacionales | Copas internacionales | Copas internacionales | Total | Total | Total  |
| Club                             | Div.          | Temporada     | Part. | Goles | Asist. | Part.            | Goles            | Asist.           | Part.                 | Goles                 | Asist.                | Part. | Goles | Asist. |
| -------------------------------- | ------------- | ------------- | ----- | ----- | ------ | ---------------- | ---------------- | ---------------- | --------------------- | --------------------- | --------------------- | ----- | ----- | ------ |
| Jong Ajax · Países Bajos         | 2.ª           | 2018-19       | 1     | 0     | 0      | —                | —                | —                | —                     | —                     | —                     | 1     | 0     | 0      |
| Jong Ajax · Países Bajos         | 2.ª           | 2019-20       | 19    | 0     | 2      | —                | —                | —                | —                     | —                     | —                     | 19    | 0     | 2      |
| Jong Ajax · Países Bajos         | 2.ª           | 2020-21       | 29    | 7     | 4      | —                | —                | —                | —                     | —                     | —                     | 29    | 7     | 4      |
| Jong Ajax · Países Bajos         | 2.ª           | 2021-22       | 11    | 7     | 1      | —                | —                | —                | —                     | —                     | —                     | 11    | 7     | 1      |
| Jong Ajax · Países Bajos         | Total club    | Total club    | 60    | 14    | 7      | 0                | 0                | 0                | 0                     | 0                     | 0                     | 60    | 14    | 7      |
| Ajax de Ámsterdam · Países Bajos | 1.ª           | 2020-21       | 3     | 0     | 0      | 0                | 0                | 0                | 0                     | 0                     | 0                     | 3     | 0     | 0      |
| Ajax de Ámsterdam · Países Bajos | 1.ª           | 2021-22       | 13    | 1     | 3      | 3                | 1                | 2                | 3                     | 0                     | 0                     | 19    | 2     | 5      |
| Ajax de Ámsterdam · Países Bajos | 1.ª           | 2022-23       | 32    | 8     | 3      | 4                | 1                | 0                | 8                     | 0                     | 1                     | 44    | 9     | 4      |
| Ajax de Ámsterdam · Países Bajos | 1.ª           | 2023-24       | 34    | 5     | 5      | 1                | 0                | 0                | 12                    | 3                     | 1                     | 47    | 8     | 6      |
| Ajax de Ámsterdam · Países Bajos | 1.ª           | 2024-25       | 25    | 8     | 5      | 2                | 0                | 0                | 17                    | 6                     | 2                     | 44    | 14    | 7      |
| Ajax de Ámsterdam · Países Bajos | Total club    | Total club    | 107   | 22    | 16     | 10               | 2                | 2                | 40                    | 9                     | 4                     | 147   | 33    | 22     |
| Total carrera                    | Total carrera | Total carrera | 157   | 36    | 23     | 10               | 2                | 2                | 40                    | 9                     | 4                     | 217   | 47    | 29     |

## Palmarés

### Títulos nacionales
| Título                   | Club              | País         | Año  |
| ------------------------ | ----------------- | ------------ | ---- |
| Copa de los Países Bajos | Ajax de Ámsterdam | Países Bajos | 2021 |
| Eredivisie               | Ajax de Ámsterdam | Países Bajos | 2021 |
| Eredivisie               | Ajax de Ámsterdam | Países Bajos | 2022 |